# Katie Emme McIninch
Katie Emme McIninch est une actrice canadienne née le 24 décembre 1978 à Montréal.

## Filmographie
- 1997 : Student Bodies ("Student Bodies") (série TV) : Margaret 'Mags' Abernathy
- 2000 : Deadly Appearances (TV) : Lori Evanson
- 2000 : Amazon :Prudence
- 2001 : Club Land (TV) : Cigarette Girl
- 2002 : Au plus près du paradis : Chanteuse de restaurant